# Géodésique fermée
En géométrie différentielle, une géodésique fermée sur une variété riemannienne est une géodésique qui revient à son point de départ avec le même vecteur tangente. Il est possible de formaliser une géodésique fermée comme la projection d'une orbite fermée du flot géodésique sur l'espace tangent de la variété.

## Définition
Dans une variété riemannienne (M, g), une géodésique fermée est une courbe {\displaystyle \gamma \colon \mathbb {R} \rightarrow M} qui est une géodésique pour la métrique g et qui est périodique.
Les géodésiques fermées peuvent être caractérisées au moyen d'un principe variationnel. En notant ΛM l'espace des courbes lisses et 1-périodiques sur M, les géodésiques fermées 1-périodiques sont précisément les points critiques de la fonctionnelle d’énergie {\displaystyle E\colon \Lambda M\rightarrow \mathbb {R} } définie par
{\displaystyle E(\gamma )=\int _{0}^{1}g_{\gamma (t)}({\dot {\gamma }}(t),{\dot {\gamma }}(t))\,\mathrm {d} t.}
Si γ est une géodésique fermée de période P, la courbe paramétrée {\displaystyle t\mapsto \gamma (pt)} est une géodésique fermée de période 1, et par conséquent c’est un point critique de E. Si γ est un point critique de E, il en va de même pour les courbes reparamétrées γm pour chaque {\displaystyle m\in \mathbb {N} } définies par γm(t) := γ(mt). Ainsi chaque géodésique fermée sur M donne lieu à une suite infinie de points critiques de E.

## Exemples
Sur la sphère unité {\displaystyle S^{n}\subset \mathbb {R} ^{n+1}} avec la métrique riemannienne standard, chaque grand cercle est un exemple de géodésique fermée. Ainsi, sur la sphère, toutes les géodésiques sont fermées. Cela peut ne pas être vrai sur une surface lisse topologiquement équivalente à la sphère, mais il y a toujours au moins trois géodésiques fermés simples ; c'est le théorème des trois géodésiques (en). Les variétés dont toutes les géodésiques sont fermées ont été minutieusement étudiées dans la littérature mathématique. Sur une surface hyperbolique compacte, dont le groupe fondamental ne présente pas de torsion, les géodésiques fermées sont en correspondance individuelle avec des classes de conjugaison non triviales du groupe fuchsien (en) de la surface.